# Shirin Ebadi
Shirin Ebadi (شیرین عبا - Širin Ebâdi; sinh ngày 21 tháng 6 năm 1947) là một luật sư, một nhà hoạt động nhân quyền và là người sáng lập ra Hội liên hiệp bảo vệ quyền trẻ em ở Iran. Năm 2001 Ebadi đã được tặng Giải tưởng niệm Thorolf Rafto và năm 2003 bà nhận được Giải Nobel Hòa bình vì những nỗ lực tiên phong cho sự dân chủ và quyền con người, đặc biệt là nữ quyền, quyền trẻ em và quyền của người tị nạn. Bà là người phụ nữ Iran đầu tiên và người phụ nữ Đạo Hồi đầu tiên được nhận giải thưởng này. Năm 2010 bà được trao Giải vì Tự do.